# Tetraclipeoides anomaliceps
Tetraclipeoides anomaliceps är en skalbaggsart som beskrevs av Brown 1929. Tetraclipeoides anomaliceps ingår i släktet Tetraclipeoides och familjen Aphodiidae. Inga underarter finns listade i Catalogue of Life.